# 엘리자베트 크리스티네 폰 브라운슈바이크볼펜뷔텔 공녀
브라운슈바이크볼펜뷔텔의 엘리자베트 크리스티네(Elisabeth Christine von Braunschweig-Wolfenbüttel, 1691년 8월 28일 ~ 1750년 12월 21일)는 신성 로마 제국의 황후로, 카를 6세의 배우자이다.
브라운슈바이크-볼펜뷔텔 공 루트비히 루돌프와 외팅엔 후작가 출신의 크리스티네 루이제 사이에서 장녀로 태어났다. 그녀의 집안은 카를 6세의 형인 요제프 1세의 아내 브라운슈바이크뤼네부르크의 아말리아 빌헬미네와 같은 브라운슈바이크-뤼네부르크 계통이었다. 엘리자베트 크리스티네는 1708년 어린 시절 약혼했던 오스트리아 대공 카를과 바르셀로나에서 결혼했다. 부부 사이는 원만했지만 후계자가 될 아들은 좀처럼 태어나지 않았고 1716년 태어난 유일한 아들 레오폴트 요한은 요절했다. 결국 카를 6세는 장녀 마리아 테레지아를 상속인으로 삼았다.

## 자녀
| 사진 | 이름            | 생일            | 사망                   | 기타                             |
| ---- | --------------- | --------------- | ---------------------- | -------------------------------- |
|      | 레오폴트 요한   | 1716년          | 1716년                 | 요절                             |
|      | 마리아 테레지아 | 1717년 5월 13일 | 1780년 11월 29일(63세) | 프란츠 1세와 결혼, 자녀 5남 11녀 |
|      | 마리아 안나     | 1718년 9월 18일 | 1744년 12월 16일(26세) | 요절.                            |
|      | 마리아 아말리아 | 1724년 4월 5일  | 1730년 4월 19일(6세)   | 요절                             |